# افسانه کورا (فصل ۲)
کتاب دوم: ارواح (به انگلیسی: Book Two: Spirits) دومین فصل مجموعهٔ پویانمایی تلویزیونی افسانه کورا اثر مایکل دانته دی‌مارتینو و برایان کونیتزکو است. این سریال شامل چهارده قسمت («فصل») است. این فصل بیشتر بر مفاهیم و مضامین معنوی تمرکز دارد تا فصل قبل، کتاب یکم: باد. کتاب دوم: ارواح که در اوایل سال ۲۰۱۱ سفارش داده شد، در ۱۳ سپتامبر ۲۰۱۳ بر روی نیکلودئون در ایالات متحده پخش شد.

## قسمت‌ها
| شم. کلی | شم. در فصل | عنوان                 | پویانمایی‌شده توسط | کارگردان   | نویسنده                                                                                      | تاریخ انتشار اصلی | کد تولید | آمریکا تعداد بیننده (میلیون) |
| ------- | ---------- | --------------------- | ----------------- | ---------- | -------------------------------------------------------------------------------------------- | ----------------- | -------- | ---------------------------- |
| ۱۳      | ۱          | «روح یاغی»            | پیرو              | Colin Heck | داستان : مایکل دانته دی‌مارتینو و برایان کونیتزکو نمایشنامۀ تلویزیونی : Tim Hedrick           | ۱۳ سپتامبر ۲۰۱۳   | ۱۱۳      | ۲٫۶۰                         |
| ۱۴      | ۲          | «شفق جنوبگان»         | پیرو              | Ian Graham | داستان : مایکل دانته دی‌مارتینو و برایان کونیتزکو نمایشنامۀ تلویزیونی : Joshua Hamilton       | ۱۳ سپتامبر ۲۰۱۳   | ۱۱۴      | ۲٫۶۰                         |
| ۱۵      | ۳          | «جنگ‌های داخلی، بخش ۱» | پیرو              | Colin Heck | داستان : مایکل دانته دی‌مارتینو و برایان کونیتزکو نمایشنامۀ تلویزیونی : مایکل دانته دی‌مارتینو | ۲۰ سپتامبر ۲۰۱۳   | ۱۱۵      | ۲٫۱۹                         |
| ۱۶      | ۴          | «جنگ‌های داخلی، بخش ۲» | پیرو              | Ian Graham | داستان : مایکل دانته دی‌مارتینو و برایان کونیتزکو نمایشنامۀ تلویزیونی : مایکل دانته دی‌مارتینو | ۲۷ سپتامبر ۲۰۱۳   | ۱۱۶      | ۲٫۳۸                         |
| ۱۷      | ۵          | «محافظان صلح»         | پیرو              | Colin Heck | Tim Hedrick                                                                                  | ۴ اکتبر ۲۰۱۳      | ۱۱۷      | ۱٫۱۰                         |
| ۱۸      | ۶          | «فریب»                | پیرو              | Ian Graham | Joshua Hamilton                                                                              | ۱۱ اکتبر ۲۰۱۳     | ۱۱۸      | ۱٫۹۵                         |
| ۱۹      | ۷          | «سرآغاز، بخش ۱»       | استودیو میر       | Colin Heck | مایکل دانته دی‌مارتینو                                                                        | ۱۸ اکتبر ۲۰۱۳     | ۱۱۹      | ۱٫۷۳                         |
| ۲۰      | ۸          | «سرآغاز، بخش ۲»       | استودیو میر       | Ian Graham | Tim Hedrick                                                                                  | ۱۸ اکتبر ۲۰۱۳     | ۱۲۰      | ۱٫۷۳                         |
| ۲۱      | ۹          | «راهنما»              | پیرو              | Colin Heck | Joshua Hamilton                                                                              | ۱ نوامبر ۲۰۱۳     | ۱۲۱      | ۲٫۴۷                         |
| ۲۲      | ۱۰         | «عصر فکری جدید»       | استودیو میر       | Ian Graham | Tim Hedrick                                                                                  | ۸ نوامبر ۲۰۱۳     | ۱۲۲      | ۲٫۲۲                         |
| ۲۳      | ۱۱         | «شب هزار ستاره»       | استودیو میر       | Colin Heck | Joshua Hamilton                                                                              | ۱۵ نوامبر ۲۰۱۳    | ۱۲۳      | ۱٫۸۷                         |
| ۲۴      | ۱۲         | «تقارب متوازن»        | استودیو میر       | Ian Graham | Tim Hedrick                                                                                  | ۱۵ نوامبر ۲۰۱۳    | ۱۲۴      | ۱٫۸۷                         |
| ۲۵      | ۱۳         | «آغاز عصر تاریکی»     | استودیو میر       | Colin Heck | Joshua Hamilton                                                                              | ۲۲ نوامبر ۲۰۱۳    | ۱۲۵      | ۲٫۰۹                         |
| ۲۶      | ۱۴         | «نوری در تاریکی»      | استودیو میر       | Ian Graham | مایکل دانته دی‌مارتینو                                                                        | ۲۲ نوامبر ۲۰۱۳    | ۱۲۶      | ۲٫۰۹                         |